# Guadalupe del Tambor
Guadalupe del Tambor är en ort i Mexiko.   Den ligger i kommunen Santiago Tetepec och delstaten Oaxaca, i den sydöstra delen av landet, 400 km söder om huvudstaden Mexico City. Guadalupe del Tambor ligger 658 meter över havet och antalet invånare är 437.
Terrängen runt Guadalupe del Tambor är lite bergig. Runt Guadalupe del Tambor är det glesbefolkat, med 17 invånare per kvadratkilometer. Närmaste större samhälle är San Agustín Chayuco, 17,8 km väster om Guadalupe del Tambor. I omgivningarna runt Guadalupe del Tambor växer huvudsakligen savannskog.